# Dolichopus johnsoni
Dolichopus johnsoni är en tvåvingeart som beskrevs av Aldrich 1893. Dolichopus johnsoni ingår i släktet Dolichopus och familjen styltflugor. Inga underarter finns listade i Catalogue of Life.